# Berta Betanzos Moro
Berta Betanzos Moro (Santander, Cantàbria, 15 de gener de 1988) és una regatista. La seva especialitat fins a 2013 ha estat la classe 470 i compartia embarcació amb la seva companya Tara Pacheco. Actualment forma part de l'Equip Olímpic Espanyol de Vela a la classe 49erFX formant equip amb Támara Echegoyen.
Ha obtingut entre altres títols la medalla d'or en el Campionat Mundial de Vela de 2011 celebrat a la ciutat australiana de Perth. La medalla de plata en el Campionat Mundial de 470 de 2009, i diverses medalles en el Campionat Mundial Júnior. En 2011 també es va adjudicar el Campionat Europeu de Vela Olímpica 2011. Va participar en els Jocs Olímpics de Londres 2012 a la classe 470, però només va poder ser desena en la classificació final.
En 2016 va guanyar, amb Támara Echegoyen, el Campionat Mundial de 49erFX. Anteriorment havia disputat en tres ocasions el Campionat del Món Júnior a la classe 470, sent campiona en l'edició de 2009 a Grècia, i subcampiona en 2007 a Bulgària i 2008 a Polònia.

## Trajectòria

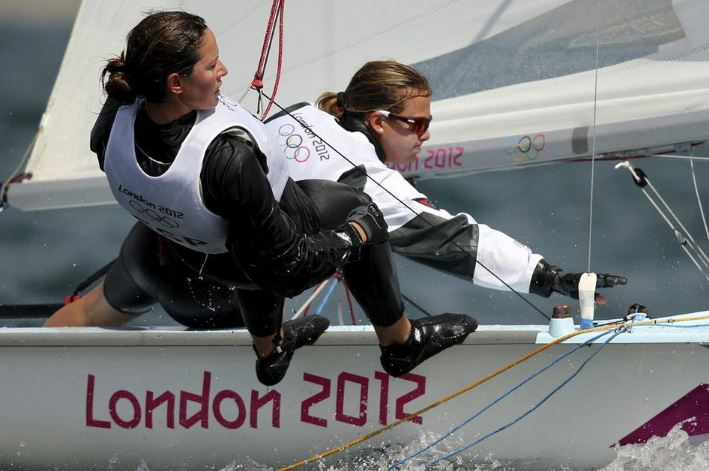
Equip espanyol en els Jocs Olímpics de Londres 2012.

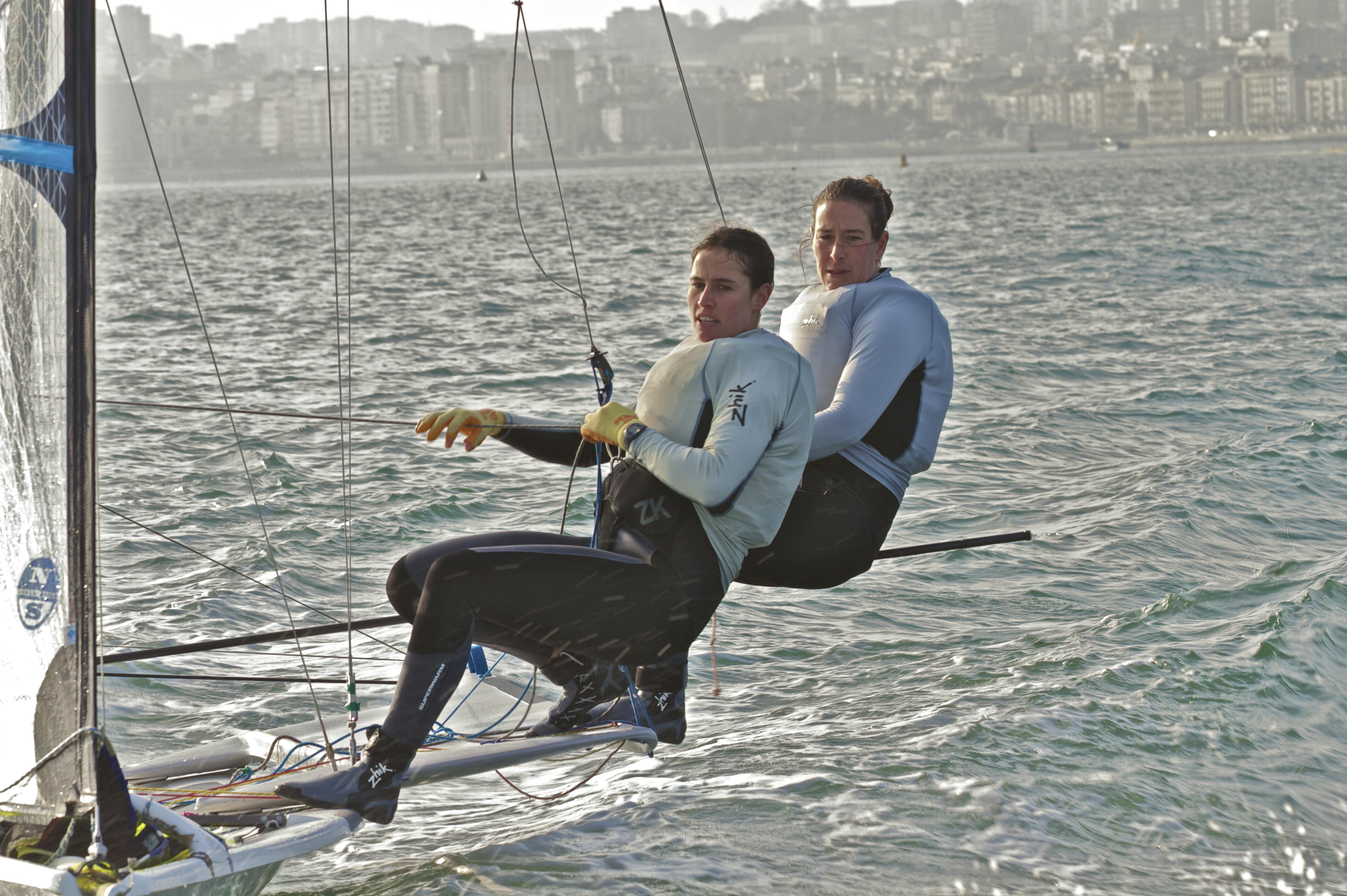
Equip espanyol de 49erFX, Berta Betanzos i Támara Echegoyen.

Va començar a practicar la vela amb 12 anys, però tres anys més tard ho va intentar compaginar amb jugar a l'hoquei herba amb la Reial Societat de Tennis de la Magdalena. Als 17 anys va tornar a la vela a temps complet, després d'una trucada de Jan Abascal, i va guanyar les seves primeres regates en categoria juvenil. Va ser segona en el Campionat del Món Júnior de 470 celebrat en Port Bourgas, Bulgària, en 2007. A l'any següent va tornar a repetir lloc en el mateix Campionat celebrat en Gdynia, Polònia, i per fi en 2009 es va adjudicar la medalla d'or en aquest Campionat celebrat a Tessalònica, Grècia.
En 2008 també va disputar el Campionat del Món absolut de 470 disputat a Melbourne, Austràlia, sent la 31ena classificada. També en aquest any va disputar el Campionat Europeu en Riva del Garda, Itàlia, sent la 12ena. Per acabar l'any es va adjudicar la Skandia Sail For Gold Regatta en el Regne Unit. A l'any següent es va celebrar el Mundial en Rungsted, Copenhage, Dinamarca, i també ho va disputar, sent en aquesta ocasió segona classificada. Una altra vegada va participar en els Europeus, en aquesta ocasió en el Llac Traunsee, Àustria, i van acabar sent segones. Ja al desembre de 2009 va guanyar la Christmas Race de Palamós. Al començament de 2010 van ser guardonades amb el premi Infanta d'Espanya SAR Donya Cristina, que distingeix a l'esportista que pels resultats obtinguts durant l'any hagi suposat la revelació més significativa. Aquest any van participar novament en el Campionat del Món de La Haia, sent desena. Al final de l'any va revalidar la seva victòria de l'any anterior en la Regata de Palamós.
Ja en 2011, al costat de Tara Pacheco (patrona) va guanyar l'or en el Campionat Mundial de vela en la categoria 470 celebrat en Perth (Austràlia). També en 2011 van guanyar el Campionat d'Europa de vela olímpica celebrat a Hèlsinki. Va guanyar al costat de la seva companya Tara, el premi Reina Sofia a les millors esportistes de 2011, guardons convocats pel Consell Superior d'Esports. A l'abril també havien guanyat la Setmana Olímpica Francesa. Per la seva temporada en 2011 van ser nominades com a millors esportistes de l'any en la 64a edició de la Gran Gala de Mundo Deportivo. Gràcies als resultats de Tara i Berta l'equip preolímpico espanyol de vela va ascendir cinc llocs en el rànquing de la ISAF. A més es van situar líders mundials a la seva classe després d'haver guanyat en 2011 el Mundial i l'Europeu.
Al maig de 2012 va intentar al costat de la seva companya Tara revalidar el seu títol Mundial a Barcelona. Van participar 98 equips masculins i 54 femenins, per intentar aconseguir una plaça olímpica, encara que les espanyoles ja la tenien. Finalment van finalitzar dissetenes classificades amb 130 punts, mentre que les guanyadores, les britàniques Hanna Mills i Saskia Clark van tenir 65 punts. També va disputar al costat de Tara els Jocs Olímpics de Londres 2012. Van començar la seva participació amb dos quinzens llocs, que les van deixar dissetenes en la classificació general provisional. Acabada la fase prèvia tenien opcions d'aconseguir diploma olímpic, perquè van entrar en la Medal Race com a desenes classificades, no obstant això ja no podien accedir a les medalles. Tampoc van poder guanyar un diploma olímpic, malgrat haver estat quartes en la Medal Race. La seva posició final va ser la desena, mentre que les guanyadores van ser les neozelandeses Jo Aleh i Olivia Powrie que van superar a les campiones del món que van ser segones. També va guanyar en 2012 el premi d'Orujera Major 2012 a la Festa del Orujo de Potes.
Al començament de 2013 va anunciar un canvi a la modalitat de 49erFX de cara als propers Jocs Olímpics, al costat de Támara Echegoyen, campiona olímpica de la classe Match race. A l'abril de 2014 van ser sisenes en el Princesa Sofia de Palma, prova de la Copa del Món, i poc després van ser setenes en Hyéres (França). Al juny d'aquest any, no obstant això, van obtenir la seva primera victòria juntes en la Kieler Woche, celebrada en la localitat alemanya de Kiel. A l'any següent van ser segones en la setmana olímpica de Trentino, Itàlia, i poc després terceres en la quarta prova de la ISAF Sailing World Cup en Weymouth. A finals d'any es van proclamar subcampiones de la III Copa Brasil, celebrada en aigües de Praia Sao Francisco (Brasil).
Al febrer de 2016 Berta i Támara van viatjar fins a Clearwater, als Estats Units per disputar el Campionat Mundial de 49er, en el qual van obtenir la medalla d'or. Van arribar a l'última regata, que tenia valor doble, com a capdavanters i amb nou punts d'avantatge sobre les brasileres Martina Grael i Kahena Krunche, la qual cosa les garantia una medalla. En aquesta regata van ser setenes i van aconseguir avantatjar en 13 punts a les daneses Maike Foght i Anne-Julie Schütt, i en un més a les alemanyes Victoria Jurczok i Anika Lorenz. Dos mesos més tard van quedar en tercer lloc en el Campionat Europeu de 49erFX de 2016 celebrat a Barcelona.

### Participacions en Jocs Olímpics
| Mundial                       | Seu        | Resultat |
| ----------------------------- | ---------- | -------- |
| Jocs Olímpics de Londres 2012 | Regne Unit | Desena   |

### Participacions en Campionats del Món
| Mundial                                 | Seu           | Resultat    |
| --------------------------------------- | ------------- | ----------- |
| Campionat Mundial Júnior de 470 de 2007 | Bulgària      | Subcampiona |
| Campionat Mundial de 470 de 2008        | Austràlia     | 31ena       |
| Campionat Mundial Júnior de 470 de 2008 | Polònia       | Subcampiona |
| Campionat Mundial Júnior de 470 de 2009 | Grècia        | Campiona    |
| Campionat Mundial de 470 de 2009        | Dinamarca     | Subcampiona |
| Campionat Mundial de 470 de 2010        | Països Baixos | 10ena       |
| Campionat Mundial de 470 de 2011        | Austràlia     | Campiona    |
| Campionat Mundial de 470 de 2012        | Barcelona     | 17ena       |
| Campionat Mundial de 49erFX de 2016     | Clearwater    | Campiona    |

### Participacions en Campionats d'Europa
| Campionats                                     | Seu       | Resultat    |
| ---------------------------------------------- | --------- | ----------- |
| Campionat Europeu de Vela (classe 470) de 2008 | Itàlia    | 12ena       |
| Campionat Europeu de Vela (classe 470) de 2009 | Àustria   | Subcampiona |
| Campionat Europeu de Vela Olímpica 2011        | Hèlsinki  | Campiona    |
| Campionat Europeu de 49erFX de 2016            | Barcelona | Tercer lloc |

## Palmarès

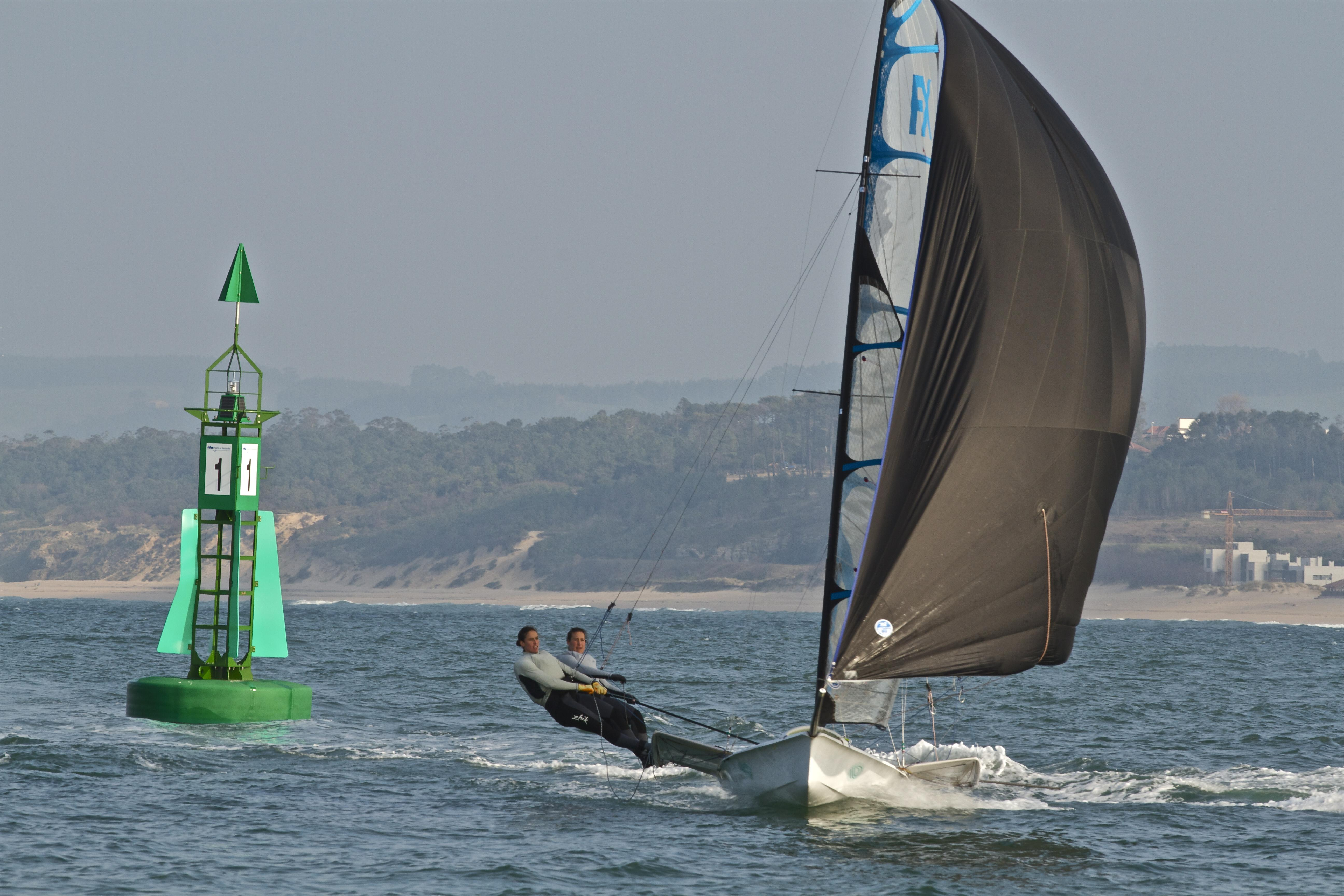
Equip espanyol de 49erFX, Berta Betanzos i Támara Echegoyen.

| Títol                                   | País         | Any  |
| --------------------------------------- | ------------ | ---- |
| Campionat Mundial Júnior de 470         | Bulgària     | 2007 |
| Campionat Mundial Júnior de 470         | Polònia      | 2008 |
| Skandia Sail For Gold Regatta           | Regne Unit   | 2008 |
| Campionat Mundial Júnior de 470         | Grècia       | 2009 |
| Campionat Mundial de 470                | Dinamarca    | 2009 |
| Campionat Europeu de Vela (classe 470)  | Àustria      | 2009 |
| Christmas Race de Palamós               | Espanya      | 2009 |
| Christmas Race de Palamós               | Espanya      | 2010 |
| Setmana Olímpica Francesa               | França       | 2011 |
| Campionat Mundial de 470                | Austràlia    | 2011 |
| Campionat Europeu de Vela Olímpica 2011 | Hèlsinki     | 2011 |
| Campionat Mundial de 49erFX             | Estats Units | 2016 |